# Robert Franklin Muirhead
Robert Franklin Muirhead   (Shawlands, 22 de gener de 1860 - Glasgow, 1941) va ser un matemàtic escocès.

## Vida i Obra
Muirhead va ser escolaritzat per tutors i a l'escola de Lochwinnoch (uns deu quilòmetres a l'oest de Glasgow) on residien els seus pares. De 1872 a 1875 va assistir a la Hamilton Academy i a la Paisley Grammar School, sempre al entorn de Glasgow. Va fer els estudis universitaris a la universitat de Glasgow en la qual es va graduar el 1881, guanyant una beca Ferguson que li va permetre estar els anys següents a la universitat de Cambridge en la que va finalitzar els seus estudis el 1885, obtenint el premi Smith.
No va tenir èxit en les sol·licituds de places docents que va fer i va anar passant com a professor de secundària per diferents escoles a Birmingham i Glasgow. El 1893 es va casar i es va instal·lar definitivament a Glasgow com a professor particular de matemàtiques, física i enginyeria, fins que l'any 1900 va fundar el Glasgow Tutorial College que va dirigir fins a la seva mort.
Muirhead va publicar bastants articles de matemàtiques, entre els quals destaquen els dedicats al nombre de solucions del problema d'Apol·loni i els dedicats a les desigualtats, entre les que va fer conèixer la que porta el seu nom.
Muirhead va ser membre de l'Edinbourgh Mathematical Society des del 1886, en va ser el seu president el 1899 i el 1909 i en va ser nomenat membre honorari el 1912. Potser la manca de reconeixement va ser deguda a les seves idees polítiques socialistes i nacionalistes escoceses.